# Mount Vernon, New York
Mount Vernon är en stad i Westchester County i delstaten New York, USA med 67 292 invånare (2010).